# Quốc kỳ Cameroon
Quốc kỳ Cameroon (tiếng Pháp: Drapeau du Cameroun; tiếng Anh: Flag of Cameroon) với ba vạch đứng lục - đỏ - vàng đều nhau, ở giữa vạch đỏ có một ngôi sao màu vàng.